# Jean-Paul Letourneur
Pour les articles homonymes, voir Letourneur.
Jean-Paul Letourneur (né le 13 septembre 1957,) est un coureur cycliste français, actif dans les années 1970 et 1980.

## Biographie
Bon rouleur, Jean-Paul Letourneur fut l'un des meilleurs éléments de l'AC Sotteville. Dans les années 1970, il remporte à trois reprises la Flèche d'or, en compagnie de son coéquipier Christian Lefèbvre. Il est également devenu champion de France des comités avec la sélection normande.
En 1977, il participe au championnat du monde du contre-la-montre par équipes à La Fría. Avec ses coéquipiers tricolores, il termine à plus de quatorze minutes des Soviétiques. L'équipe de France sera cependant disqualifiée pour non-port du casque réglementaire.
Après sa carrière cycliste, il dirige l'AC Sotteville durant plusieurs saisons.

## Palmarès
- 1976
  - Flèche d'or (avec Christian Lefèbvre)
- 1977
  -  Champion de France du contre-la-montre par équipes
  - Flèche d'or (avec Christian Lefèbvre)
- 1978
  -  Champion de France du contre-la-montre par équipes
  - Flèche d'or (avec Christian Lefèbvre)
  - Chrono Madeleinois
  - 3e du Grand Prix de Luneray
- 1984
  - 2e du Duo normand (avec Christian Lefèbvre)
  - 3e du championnat de France du contre-la-montre par équipes